# Batalla de Shaiba
La batalla de Shaiba, lluitada com a part de la Primera Guerra Mundial entre l'Imperi Otomà i les tropes de l'Imperi Britànic, entre el 12 i 14 d'abril de 1915, va ser l'intent otomà per a recuperar la ciutat de Bàssora, conquerida pels britànics cinc mesos abans .

## Antecedents
Amb la captura de Bàssora, els britànics van guanyar un important centre industrial i de comunicacions. Els britànics van consolidar el seu control sobre la ciutat i van portar reforços.
Els otomans van reunir les seves forces i van llançar una contraofensiva per a recuperar la ciutat i empènyer als britànics fora de Mesopotàmia.

## Batalla
El comandant otomà, Süleyman Askerî, tenia prop de 4.000 soldats regulars, inclòs el regiment Brigada de Foc Istambul, i 14.000 tropes irregulars àrabs i kurdes, que sumaven un total de 18.000 soldats. Va triar atacar les posicions britàniques voltant Shaiba, al sud-oest de Bàssora. El viatge entre Bàssora i Sahiba era difícil a causa de les inundacions estacionals que havien convertit la zona en un llac, i el desplaçament es va haver de fer en vaixell.
La guarnició britànica en Shaiba estava formada per prop de 7.000 homes en un campament fortificat que incloïa una trinxera i filats.
A les 5.00 h del matí del 12 d'abril, les tropes otomanes van començar l'atac amb un bombardeig. Aprofitant la foscor de la nit, els otomans van tractar d'arrossegar-se a través de bretxes del filat britànic, però van ser rebutjats.
Al matí del 13 d'abril, les tropes otomanes es van retirar cap a les seves posicions en Barjisiyeh Wood. Més tard, va ser evident que alguns otomans i àrabs irregulars intentarien tractar de passar l'endemà al voltant de Shaiba, i potser arribar fins a Bàssora. Els britànics, al comandament del general Melliss, van enviar als 7th Hariana Lancers i després als 104th Wellesley's Rifles per a atacar els àrabs, però aquests atacs van ser un fracàs. Llavors, Mellis va atacar amb el 2n Dorsets i el 24è Punjabis, recolzats per foc d'artilleria. S'encaminà cap als àrabs irregulars, capturant a 400 i dispersant la resta. Les forces irregulars àrabs no van participar en la resta de la batalla. Süleyman Askerî tenia les seves tropes regulars otomanes retirant-se cap a Barjisiyeh Wood.
El 14 d'abril, els britànics van deixar Shaiba per a buscar les restants forces otomanes, i les van trobar en Barjisiyeh Wood. La lluita va començar a les 10.30 h i va durar fins a les 17.00 h. Mellis va haver d'ajustar les seves forces en el camp de batalla sota el foc de suport per a dur-los cap a les posicions otomanes. El foc otomà va ser intens, i a les 16.00 h es va estancar l'atac britànic. Els britànics estaven assedegats i no tenien prou munició, i les tropes regulars otomanes no van mostrar cap indici que anaven a donar-se per vençuts. Els Dorset van llançar una càrrega amb baioneta contra les línies otomanes, això va provocar que la resta de les tropes índies els seguissin. Els otomans es van veure desbordats i es van retirar del camp de batalla. Els britànics, esgotats per la lluita del dia, amb pocs mitjans de transport i amb la seva cavalleria en un altre lloc, no els van perseguir.
Süleyman Askerî acabaria suïcidant-se per la derrota, que la va atribuir als àrabs irregulars i a la manca de suport per part d'ells.
Els britànics van descriure la batalla com «la batalla del soldat», amb el significat d'una lluita renyida de la infanteria, sobretot de tropes britàniques, que va decidir el resultat.

## Conseqüències
La batalla va ser important, ja que va ser l'última vegada que els otomans van amenaçar Bàssora. Després de la batalla, els britànics serien els que, generalment, durien la iniciativa a Mesopotàmia.
També va canviar l'actitud dels àrabs, van començar a distanciar-se dels otomans, i posteriorment van esclatar revoltes en Najaf i Karbala, riu amunt.
El Major George Wheeler, del 7th Hariana Lancers, va ser guardonat amb una Victoria Cross (creu de Victòria) pòstuma per les seves accions durant la batalla.